# Čertižňansko-haburská vzpoura

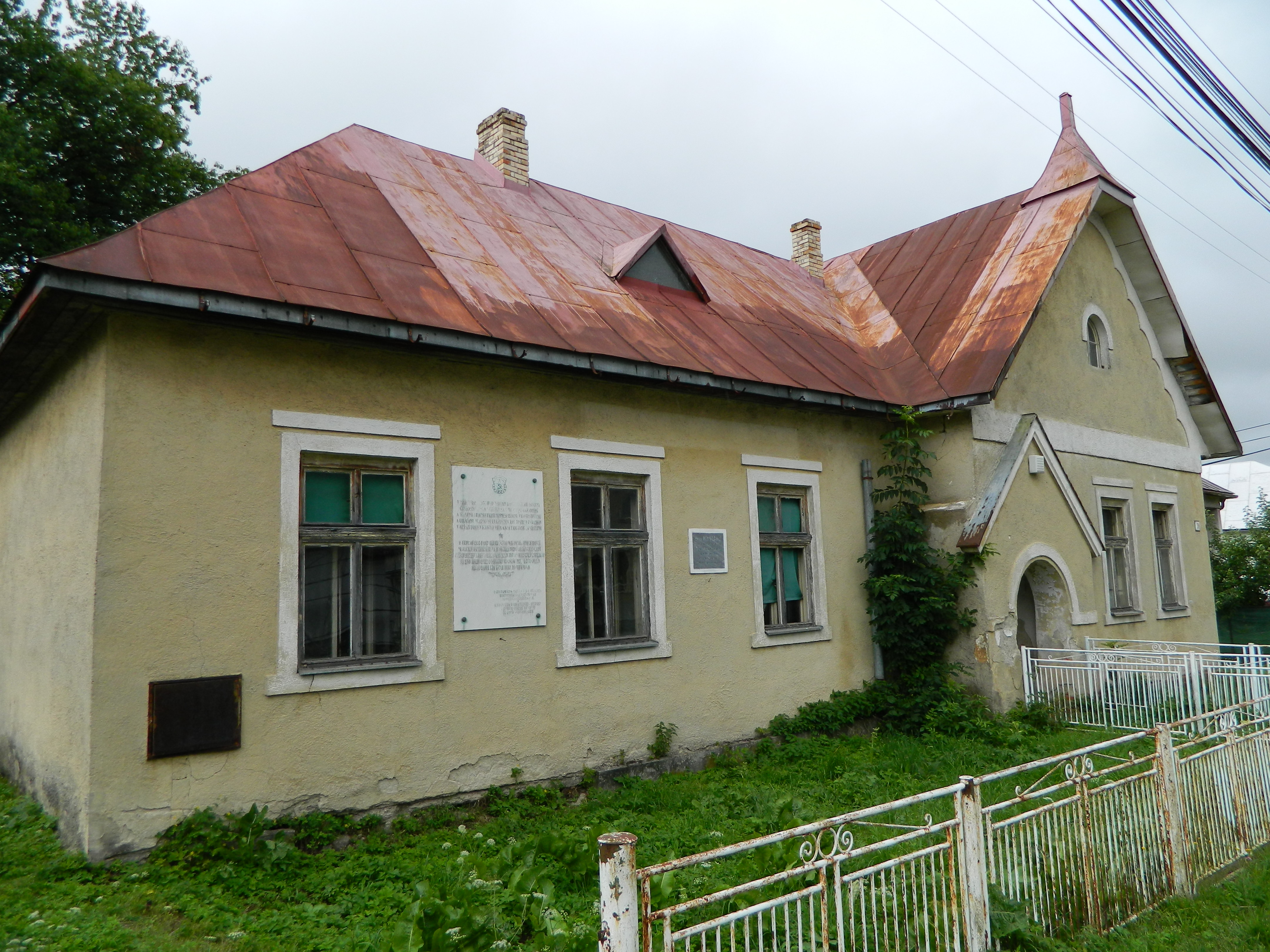
Pamětní tabule na budově bývalé četnické stanice v Čertižném

Čertižňansko-haburská vzpoura byla rolnická vzpoura, která vypukla 13. března 1935 v obcích Čertižné, Habura a Borov na východním Slovensku (v té době součást Československa). Byla reakcí na exekuce majetku místních rolníků. Vzpoura byla potlačena  četníky, 62 vzbouřenců bylo odsouzeno do vězení.

## Průběh vzpoury
Počátkem roku 1935, kdy se většina Slovenska z následků Velké hospodářské krize pomalu vzpamatovávala, v chudé severní části Zemplínu zůstávala ekonomická situace velmi špatná. Místní rolníci byli často velmi zadlužení a na začátku března, kdy se vybírala daň z nemovitostí, jim často hrozila exekuce.
Na 13. března 1935 byly ohlášeny exekuce v obcích Borov, Habura a Čertižné. V prvních dvou byly neúspěšné, neboť obyvatelé je ignorovali. V Čertižném chtěl exekutor kvůli nedoplatku na daních ve výši 404 Kč zabavit krávu místnímu obyvateli Ivanu Dimunovi. Jeho syna Pavla, který se snažil exekuci zabránit, četníci přivolaní exekutorem na pomoc odvedli na četnickou stanici, kterou vesničané napadli a Dimuna osvobodili. Vesničané zastavili i další exekuci u Michala Figury.
Další den dorazily četnické posily z Medzilaborců. Obyvatelé Čertižného se jim postavili na odpor společně s obyvateli Habury a Borova. Vzbouřenci na četníky házeli kameny a začali i střílet z nelegálně držených zbraní. Palbou ze starého kulometu, který v obci zůstal z první světové války, vzbouřenci z Habury zabili dva četníky (úřední zpráva z 15. března se ale o zabitých četnících nezmiňuje, uvádí pouze pět zraněných, z toho jednoho těžce, a zraněného zástupce okresního úřadu).    Zbraně použili i četníci, na základě rozkazu okresního velitele nadporučíka Vacíka.
Byly přisunuty další jednotky četníků o síle 230 až 240 mužů pod velením majora Strichavky z Humenného a podplukovníka Blahy z Bratislavy, které obklíčily vesnice a vzpouru potlačily. 16. března začalo zatýkání podezřelých. Celkový počet zatčených dosáhl 105 osob (63 z Čertižného, 29 z Habury a 13 z Borova).  Zatčení byli převezeni do krajské věznice v Košicích. Odsouzeno bylo 62 osob, včetně dvou žen.
Vzpoura vyvolala velkou pozornost tisku a projednávala se i v parlamentu.

## Vzpomínky pamětníků
Haburský notář: Ale když četníci celé obce obsadili, po katastru se na pět kroků rozestavili, počali chlapi do lesů utíkat. Ti, co zůstali doma, pocítili následky. Četníci od prvního čísla brali chlapa za chlapem do třídy státní obecné školy v Habure. A tady, vinen - nevinen, bili. Když omdleli, polili vodou a bili dál. Takto to trvalo dva dny. Na třetí den už se hrnuli komunističtí poslanci do Habury. Zakročili a četníci přestali bít. A to mělo velký ohlas u lidu.
Michal Rjabik: Je třeba dodat, že četníci se po příchodu do školní budovy nespokojili pouze s mlácením Dimunovců, ale pokračovali dále ve své „humánní“ práci až do té doby, dokud se jejich oběti od bolesti a týrání a bití nepomočily a nepokálely. Takový osud postihl i dalších 27 Haburčanů, které - přímo na smrt zmlácené naházeli na korby aut a odvezli do košického vězení.